# Агроту, Андрулла
Андрулла Агроту (греч. Ανδρούλα Αγρότου, род. 1 января 1947, Никосия, Кипр) — кипрский медик, политик. Министр здравоохранения Кипра с 15 октября 2012 по 28 февраля 2013 года.

## Биография
Андрула Агроту родилась в Никосии в 1947 году. Окончила гимназию Пансиприана Паллуриотисса в 1965 году. Высшее образование получила на медицинском факультете Российского Университета дружбы народов.
Получила степень аспиранта в области общественного здравоохранения и делового администрирования с акцентом на государственное управление. Имеет врачебные специальности «Гигиена — общественная медицина» и «Общая медицина».
С 1973 года Агроту работала медицинским работником в медицинском центре Палаихори, а затем в различных медицинских центрах и отделениях первой помощи.
Затем работала в Административном департаменте Министерства здравоохранения, занимая, в частности, должности старшего медицинского сотрудника и первого медицинского сотрудника. В период с 2007 по 2010 год занимала должность директора медицинской службы и службы общественного здравоохранения, а в течение квартала до ухода в отставку (2010 год) работала заместителем генерального директора Министерства здравоохранения.
15 октября 2012 года решением президента Димитриса Христофиаса была назначена министром здравоохранения Республики Кипр. Занимала должность министра до 28 февраля 2013 года, до момента срока истечения полномочий текущего состава правительства Кипра.